# Mittelmeer-Bastardmakrele
Die Mittelmeer-Bastardmakrele (Trachurus mediterraneus), auch Mittelmeer-Pferdemakrele oder Mittelmeer-Stöker genannt, ist eine Fischart aus der Familie der Stachelmakrelen (Carangidae). Sie ist ein benthopelagischer Meeresfisch, das bedeutet, sie lebt vorzugsweise im freien Wasser dicht oberhalb des Meeresbodens.

## Merkmale
Mittelmeer-Bastardmakrelen besitzen einen hydrodynamischen, langgestreckt-spindelförmigen und glatt wirkenden Körper, der spitzer zuläuft als bei der Gemeinen Bastardmakrele (Trachurus trachurus), welche deutlich höher und abgeflachter ist. Die größten Exemplare werden bis zu 60 cm lang, wobei der Großteil der Tiere eine Größe zwischen 30 und 50 cm aufweist. Die paarigen Brustflossen sind länger als der Kopf und die Schwanzflosse ist gegabelt, sie besitzt eine gelbliche Färbung. Der Rücken (einschließlich des Kopfes) besitzt eine gelblichbraune bis blaugrün und dunkelgraue Färbung, während die Unterseite deutlich heller, nämlich weißlich bis silbrig gefärbt ist. Das hintere Ende des Oberkiefers reicht fast bis zum Rand des Auges, an dem ein fetthaltiges Augenlid entwickelt ist. T. mediterraneus besitzt zwei Paar Nasenlöcher, wobei das vordere eher rundlich und das hintere halbmondförmig ist.

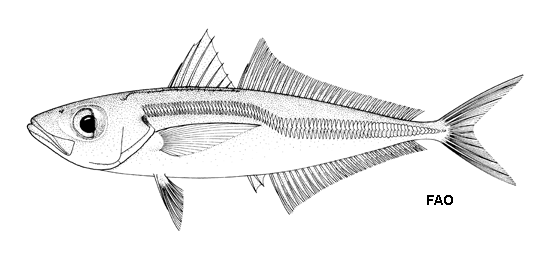
Mittelmeer-Bastardmakrele

Die Mittelmeer-Bastardmakrele besitzt wie ihre gesamte Familie zwei Rückenflossen, wobei die erste Rückenflosse acht Hartstrahlen besitzt. Charakteristisch ist ein dunkler, vertikal verlängerter Fleck oben am hinteren Kiemendeckelrand, der oft in situ (= natürliche Lage des Körpers) nicht zu erkennen ist. Am hinteren Rand des Operkulums befindet sich zudem eine klare Einbuchtung. Außerdem besitzt die Art eine gebogene Seitenlinie, die über der Brustflosse nach dorsal gewölbt ist. Speziell bei einigen Trachurus-Arten gibt es eine zusätzliche Seitenlinie entlang des Rückenprofils, die akzessorische Seitenlinie genannt wird. Diese reicht ungefähr bis zur Verbindungsstelle der beiden Rückenflossen. Bei der sehr ähnlichen Art T. trachurus reicht diese zweite Seitenlinie bis fast hinter die zweite Rückenflosse. Auf der gebogenen (normalen) Seitenlinie kann man große, dicke Knochenschuppen, die auch Schilder genannt werden, sehen, welche ein typisches Merkmal der Gattung Trachurus sind. Die Schilder sind im vorderen Teil weniger hoch als hinten und bei T. mediterraneus insgesamt viel kleiner als bei T. trachurus.

## Geographisches Vorkommen
Trachurus mediterraneus ist ein Salzwasserfisch, der im östlichen Atlantik und im Mittelmeer inklusive des Schwarzen Meeres vorkommt, was den Koordinaten 49°N – 28°N, 13°W – 43°E entspricht. Nach Einteilungen der FAO [=Food and Agriculture Organization of the United Nations (dt.: Ernährungs- und Landwirtschaftsorganisation der Vereinten Nationen)] kommt die Mittelmeer-Bastardmakrele in den drei Gebieten Nordostatlantik (Nummer 27), Mittlerer Ostatlantik (Nummer 34) und Mittelmeer mit Schwarzem Meer (Nummer 37) vor. Im Ostatlantik findet man die Art zwischen dem Golf von Biskaya und Mauretanien. Im Mittelmeer selbst kommt die Art natürlich in allen Teilen mehr oder weniger häufig vor. Die Unterart Trachurus mediterraneus ponticus (Aleev 1956) kommt nur im Marmarameer, im Schwarzen Meer und im südlichen und westlichen Teil des Asowschen Meers vor.

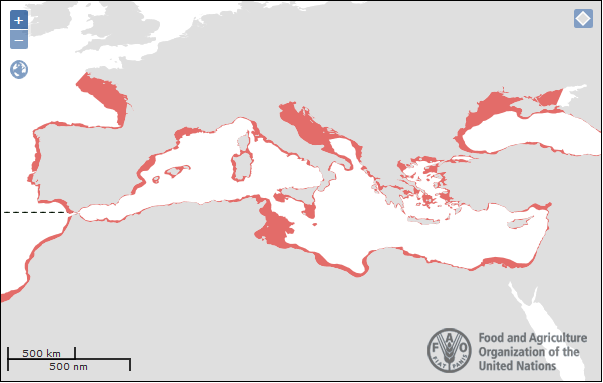
Verbreitungsgebiet

### Populationsstrukturen
Die Populationsgröße und Struktur einzelner Populationen von Arten der Gattung Trachurus sind nicht leicht zu schätzen, was genaue Aussagen schwer macht. 2004 wurde jedoch in einer Studie der Versuch unternommen, die Populationsstruktur von T. picturatus, T. mediterraneus und T. trachurus mittels Regionen aus mitochondrialer DNA zu untersuchen. Es konnten dabei keine Anzeichen einer Trennung zwischen atlantischen Populationen und Populationen des Mittelmeers gefunden werden, was wohl an der Fähigkeit von Trachurus-Arten liegt, lange Strecken zu wandern. Neuere Erkenntnisse gehen sogar von einer guten Vernetzung zwischen Mittelmeer und Atlantik aus.
Innerhalb des Mittelmeeres kann man aufgrund zählbarer Merkmale, wie z. B. Flossen und Schuppen, und morphometrischer Analysen, die sich auf Form und Gestalt beziehen, Aussagen über die Populationsstrukturen machen. Man stellt eine gewisse Konnektivität (Verbundenheit) der einzelnen Bestände fest. Untersuchungen der mitochondrialen 16s rDNA liefern genetische Anhaltspunkte für eine signifikante Heterogenität zwischen einzelnen T. mediterraneus Beständen der Ägäis, des Ionischen Meeres und des westlichen Mittelmeeres. Derzeit kann davon ausgegangen werden, dass einzelne Populationen nicht ernstlich isoliert sind.

## Lebensweise und Ernährung
Die Mittelmeer-Bastardmakrele hält sich bevorzugt in Tiefen zwischen 10 und 50 Metern nah am Boden auf (benthopelagische Lebensweise). Sie kann aber auch in Tiefen zwischen 5 und 400 Metern angetroffen werden. Insgesamt hat T. mediterraneus ein Temperaturoptimum zwischen 14 und 20 °C Wassertemperatur und eine Lebenserwartung von circa 15 Jahren, wobei das Alter schwer zu schätzen ist. Eine Studie hat zudem ermittelt, dass die Weibchen im Schnitt signifikant größer und schwerer als die Männchen sind.
Die Art kommt in großen Schwärmen meist über Schlick- und Sandböden vor. Zur Wanderung bildet T. mediterraneus große Schulen, oft zusammen mit anderen Trachurus-Arten (T. trachurus, T. picturatus), und lebt im Freiwasser (pelagisch).
T. mediterraneus ist ein räuberischer Schwarmfisch, der ein breites Nahrungsspektrum aufweist: kleinere Fische wie Sardinen oder Sardellen, Fischbrut und Fischeier und kleine Krebstiere (=Crustaceen) wie zum Beispiel Ruderfußkrebse (Copepoden), Flohkrebse (Amphipoda), Wasserflöhe (Cladocera), Krill (Euphausiacea), Schwebgarnelen (Mysida) und Garnelen (Decapoden = Zehnfußkrebse). Vor allem kleine und mittelgroße Individuen der Makrelenart ernähren sich bevorzugt von Schwebgarnelen.
T. mediterraneus ist zwar eine räuberische Art, wird aber dennoch auch von manchen anderen Arten selbst bejagt, wie zum Beispiel vom Pelamiden (Sarda sarda). Zudem wird der Art von dem ektoparasitischen Ruderfußkrebs Lernanthropus trachuri (Brian, 1903) zugesetzt.

## Fortpflanzung

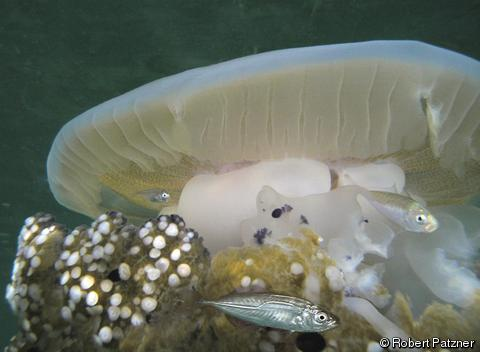
Jungfische mit Spiegeleiqualle

Mit zwei bis drei Jahren werden Mittelmeer-Bastardmakrelen geschlechtsreif, wobei sie eine Größe von etwa 16 cm erreichen. Das Ablaichen findet jährlich zwischen Mai und August statt, wobei die Weibchen in diesem Zeitraum jede Woche etwa einmal laichen. Die entstehenden pelagischen Eier haben dabei einen Durchmesser von etwa 1 mm und befinden sich nahe der Oberfläche. Im Frühling zeichnen sich Populationen durch ein hohes Durchschnittsgewicht und Größe aus. Im Herbst sinken diese Parameter, da die Jungtiere noch kleiner und leichter sind. Während des Jugendstadiums versammeln sich die Juvenilen im Schutz von Quallen, z. B. der Spiegeleiqualle (Cotylorhiza tuberculata). Mit einer Größe von circa fünf Zentimeter verlassen sie die Quallen und ziehen als Schwarm durch das freie Wasser, wobei sie sich zunächst oft unter Gelbstriemen (Boops boops) und Sardinen mischen.

## Wanderung
Trachurus mediterraneus unternimmt saisonale Wanderungen in großen Schulen und hält sich dabei in der Nähe der Oberfläche auf. Beispielsweise werden am Goldenen Horn in der Flussmündung in Istanbul während des Sommers keine erwachsenen Individuen (>12,5 cm) gefunden, während sich die Jungtiere dort zwischen Mai und August aufhalten. Auch im nordwestlichen Mittelmeer, dem Ligurischen Meer, kommen im Sommer im seichten Wasser Juvenile von T. mediterraneus vor.

## Nutzung und Bedeutung für den Menschen

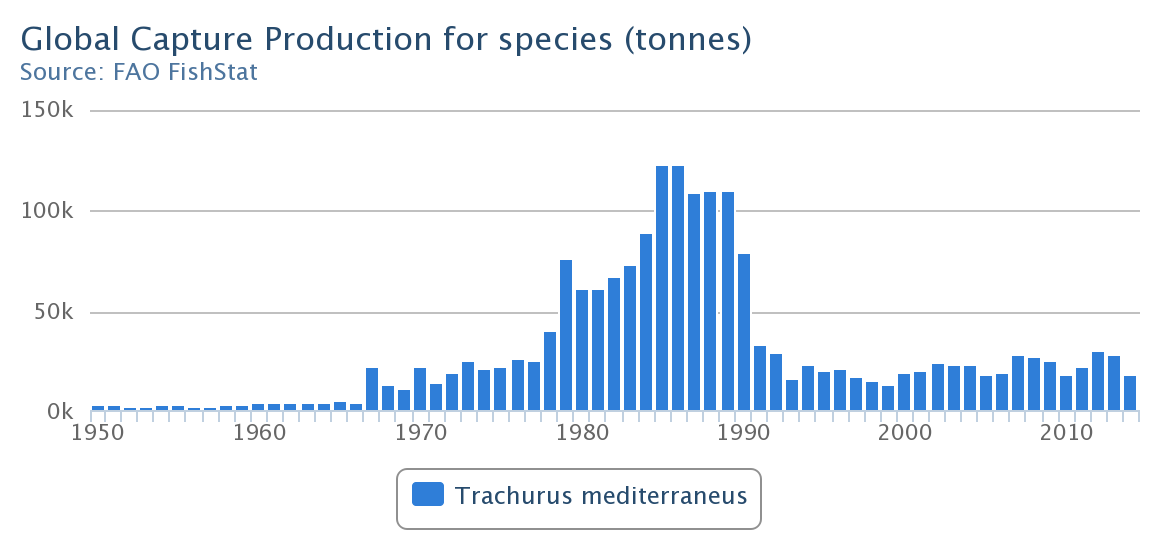

Die Mittelmeer-Bastardmakrele ist ein kommerziell sehr bedeutender Fisch und eine der wichtigsten wirtschaftlichen Ressourcen des Mittelmeers. Vor allem im östlichen Mittelmeer und im Schwarzen Meer ist sie ein gefragter Speisefisch, am Atlantik wird sie jedoch nicht so häufig gegessen. Deshalb werden auch über 90 % der gemeldeten Fänge im östlichen Mittelmeer und Schwarzen Meer gemacht. Von den wichtigen Trachurus-Arten kommt T. mediterraneus häufiger vor als T. picturatus, aber weniger häufig als T. trachurus. Aus diesem Grund liegt der Preis für die Mittelmeer-Bastardmakrele im östlichen Mittelmeer drei bis viermal höher als der von T. trachurus. Insgesamt sind die Fänge oft gemischt aus den verschiedenen Arten, wobei alle genutzt werden (z. B. als frischer Fisch, Dosenfisch oder als Fischmehl). Im Schwarzen Meer gehen 54 % der Fischereierträge von Trachurus spec. auf die Unterart T. mediterraneus ponticus zurück. Bereits mehrmals wurden die Bestände in der Vergangenheit hier überfischt, sodass es in den 1960ern und 1980ern zum Populationskollaps kam. Laut FAO sind die Fangerträge im Schwarzen Meer seit einer Spitze 1986 dramatisch von 122.827 t auf 18.000 t 1997 und circa 9.146 t 2002 zurückgegangen. Zwischen 2004 und 2016 haben sich die Erträge bei etwa 25.000 Tonnen pro Jahr stabilisiert. Am meisten wird durch die Türkei gefischt (9220 Tonnen), dicht gefolgt von Griechenland (3534 Tonnen). Der Fang von T. mediterraneus macht 6,5 % der gesamten Fischereierträge von Griechenland aus. Es konnte beobachtet werden, dass gefangene Individuen zwischen 1994 und 2002 deutlich an Größe verloren haben. Kommerziell wird mit pelagischen Netzen und Grundschleppnetzen, Langleinenfischerei, Ringwadennetze (mit Licht), Fallen und Angeln mit Ködern gearbeitet.

## Bedrohung
Nach der roten Liste gefährdeter Arten der IUCN [=International Union for Conservation of Nature and Natural Resources (deutsch = „Internationale Union zur Bewahrung der Natur und natürlicher Ressourcen“)] ist die Mittelmeerbastardmakrele „least concern“. Dies bedeutet, dass sie nach aktuellem Stand nicht gefährdet und ihre Beurteilung nicht in die Kategorien „vom Aussterben bedroht, stark gefährdet, gefährdet oder potenziell gefährdet“ fällt. Nur viel verbreitete und häufige Arten erhalten den Status „least concern“.
Zudem scheint die Art belastbar zu sein, da sie sich in der Vergangenheit von mehreren Bestands-Kollapsen durch Überfischung erholen konnte. Des Weiteren befinden sich Meeresschutzgebiete in ihrem Verbreitungsgebiet, in denen sie sich zusätzlich erholen kann.

## Nomenklatur und Taxonomie
Der Begriff ‚trachurus‘ kommt aus dem Griechischen und bedeutet so viel wie ‚rauer Schwanz‘ (trachys = rau, oura = Schwanz) und der Artname „mediterraneus“ spielt dabei auf die Hauptverbreitung im Mittelmeer an. T. mediterraneus wurde 1868 erstmals vom österreichischen Zoologen Franz Steindachner beschrieben. Landestypische Bezeichnungen für diese Art gibt es in praktisch allen an das Mittelmeer oder den Atlantik angrenzenden Ländern. Diese lauten z. B. Mediterranean Horse Mackerel (Englisch), Chicharro (Spanisch), Tracuro (Italienisch), Sari (Türkisch), Sarun (Kroatisch), Chinchard de la Mediterranée (Französisch), wobei auch einige fachspezifische Synonyme existieren: Caranx trachurus mediterraneus Steindachner 1868, Trachurus mediterraneus mediterraneus (Steindachner 1868), Suareus furnestini (Dardignac and Vincent 1958). Im Schwarzen Meer kommt zudem die Unterart Trachurus mediterraneus ponticus (Aleev 1956) vor.